# Туризм на Кіпрі

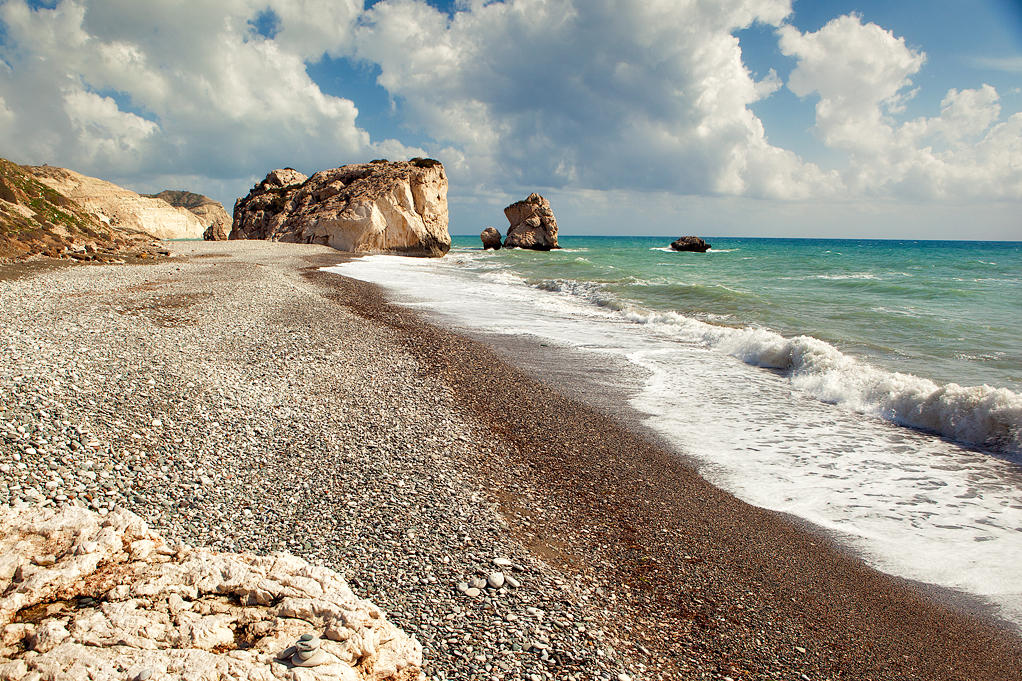
Петра-ту-Роміу («Грецька скеля»), де легенда говорить, що Афродіта, грецька богиня кохання, вийшла з моря

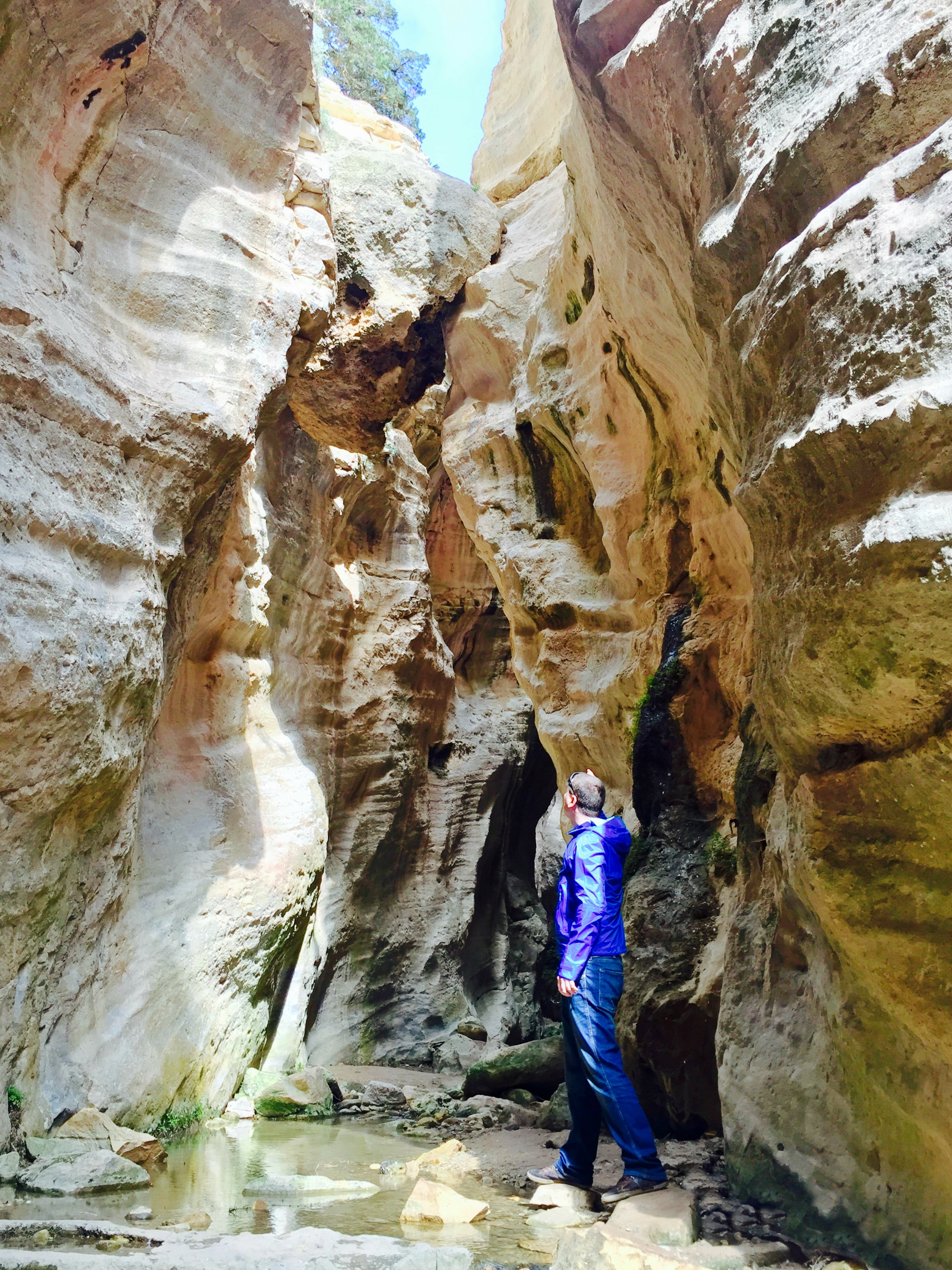
Ущелина Авакас в Акамасі

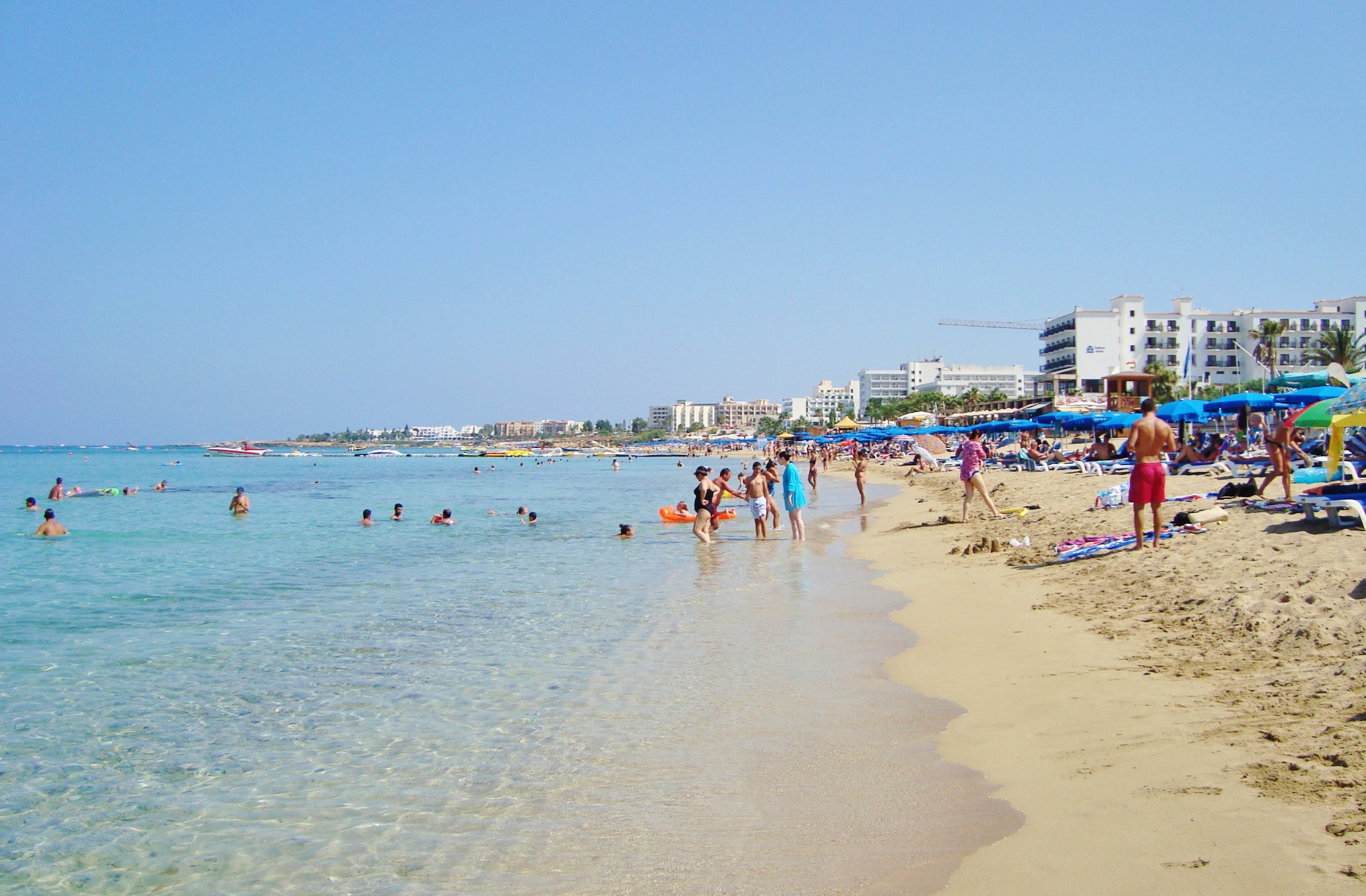
Пляж Протарас влітку

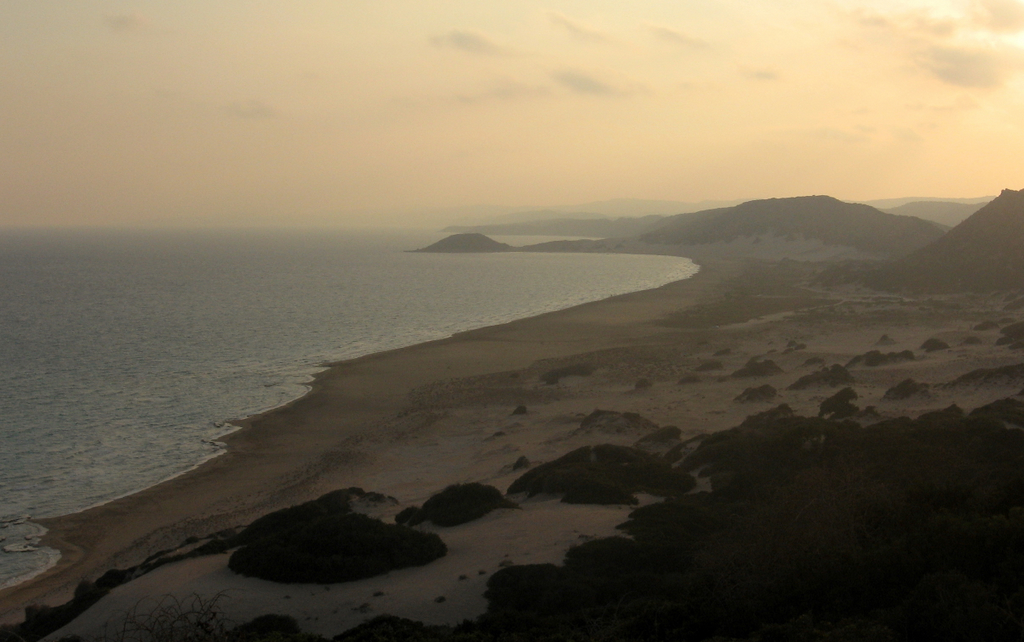
Піщані пляжі часто використовуються середовищем проживання зелених черепах.

Туризм на Кіпрі займає домінуючу позицію в економіці країни та суттєво вплинув на її культуру та мультикультурний розвиток протягом багатьох років. У 2006 індустрія туризму становила 10,7% ВВП країни, а загальна зайнятість у індустрії туризму оцінювалася в 113 000 робочих місць. Зі звичайним мінімумом приблизно 4 мільйони туристів на рік, це 40-те місце за популярністю у світі та 6-те за популярністю на душу населення. З 1975 року Кіпр є повноправним членом Всесвітньої туристичної організації.

## Історія
Колись Вароша був одним з найпопулярніших місць у світі, яке відвідували такі зірки Голлівуду, як Мерилін Монро, аж до турецького вторгнення на Кіпр у 1974. Зараз він покинутий, і більша частина його охороняється військовими.

## Визначні пам'ятки
- Кіпрський археологічний музей
- Петра-ту-Роміу
- Царські гробниці (Пафос)

## Конкурентоспроможність
Відповідно до звіту про конкурентоспроможність подорожей і туризму (Travel and Tourism Competitiveness Report) Всесвітнього економічного форуму за 2013, індустрія туризму Кіпру посідає 29 місце у світі за загальною конкурентоспроможністю. Що стосується туристичної інфраструктури, Кіпр займає 1 місце в світі. З деякими з найпопулярніших  та найчистіших пляжів у Європі  більша частина туристичної індустрії покладається на морське сонце та пісок для залучення туристів  . Це відбивається у сезонному розподілі прибуття туристів, причому непропорційно велика їх кількість прибуває у літні місяці  .

##### Інвестиції
Згідно з звітом Всесвітньої ради з туризму та подорожей за 2016 рік, загальний обсяг інвестицій у галузь подорожей та туризму у 2015 році становив 273,7 млн євро (14% від загального обсягу інвестицій); прогнозувалося зростання інвестицій до 384,6 млн євро до 2026  .

##### Блакитні прапори
Згідно зі останнім звітом KPMG, у східній частині острова знаходиться найбільша кількість пляжів, нагороджених блакитними прапорами, найбільша кількість пляжів нагороджених Блакитним прапором на узбережжі та найбільша кількість пляжів нагороджених Блакитним прапором на душу населення у світі.

##### Мова та сервіс
У зв'язку з роллю острова в туризмі найважливішу роль грає англійська мова. У туристичній індустрії також використовується російська. Грецька та турецька залишаються основними мовами, якими розмовляють греко-кіпріотська та турко-кіпріотська громади відповідно.

##### Персонал та освіта
За даними Євростату від 2012 року, Кіпр посідав 2-е місце за часткою випускників вузів серед населення (на 1-му місці Ірландія): 49,9% мешканців Кіпру мають вчені ступені.  У 2013 році тільки три інші держави-члени ЄС інвестували більше державних коштів в освіту, ніж Кіпр за часткою ВВП (6,5% проти 5% у середньому по ЄС)  .

## Туристи за країнами

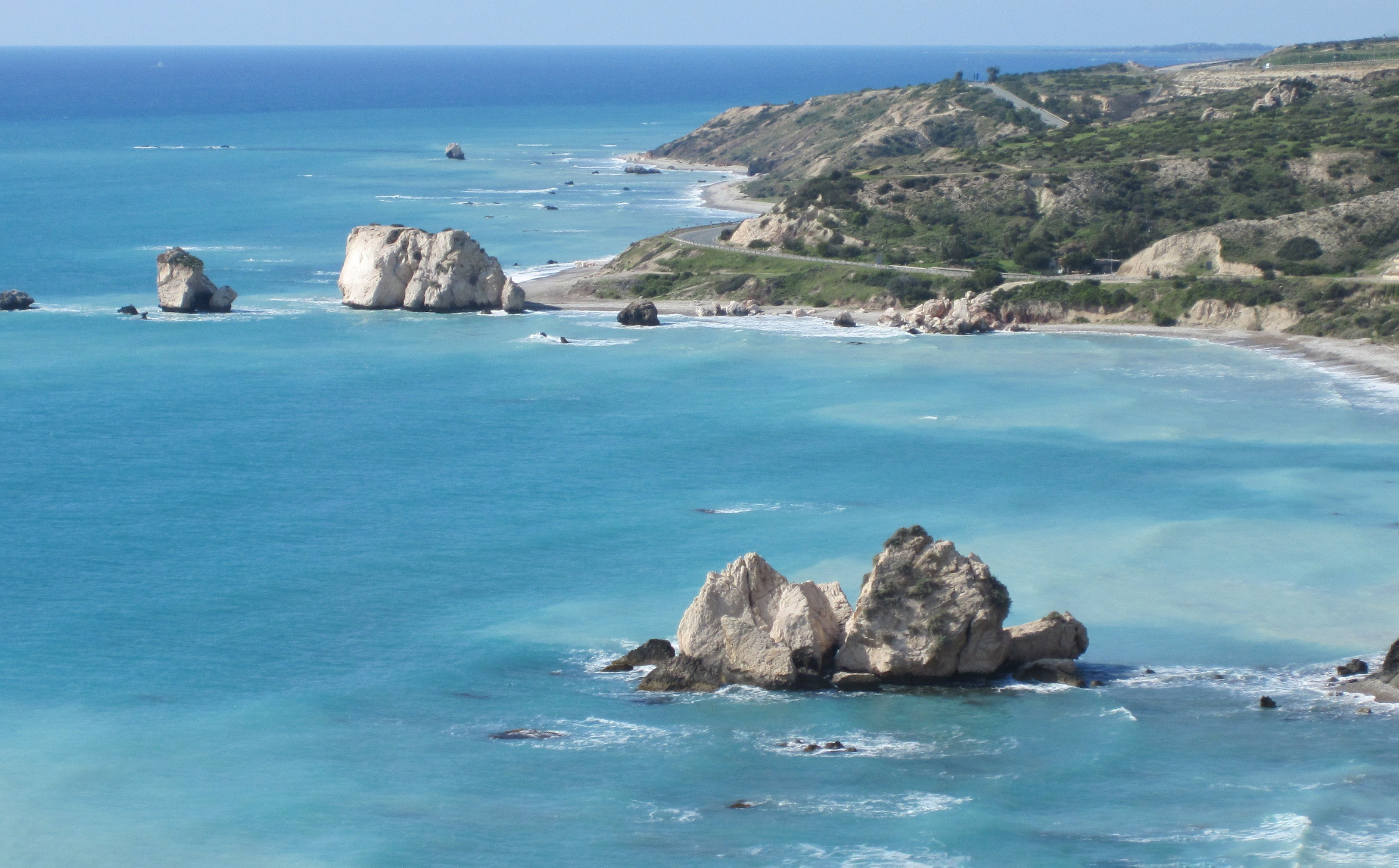
Скеля Греків (на задньому плані) із Сарацинською скелею на передньому плані

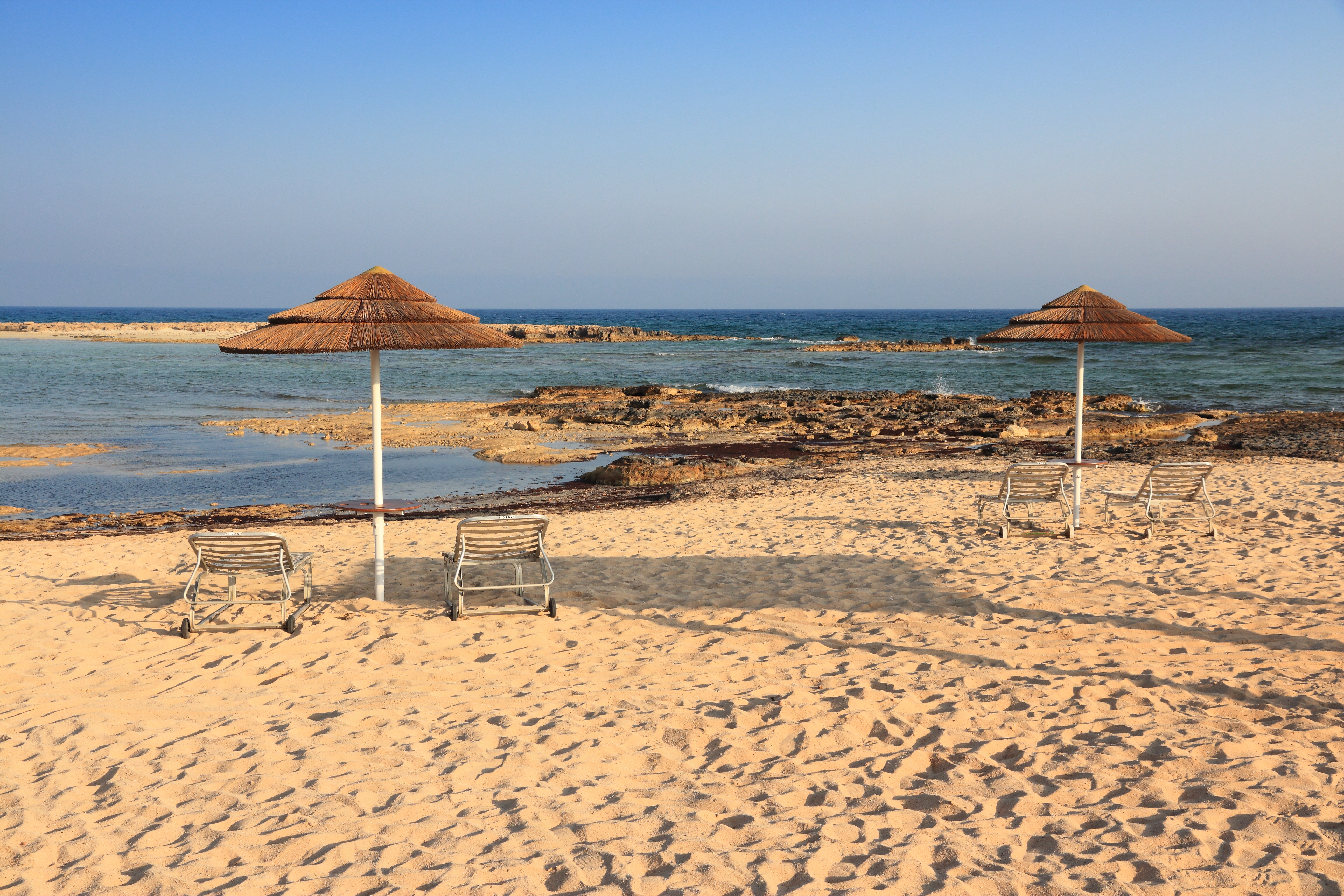
Пляж Айя Текла

Більшість туристів прибувають з інших країн Європи: понад 80% відвідувачів приїжджають із Північної , Західної та Східної Європи , з яких британські туристи залишаються найчисельнішими. Цьому сприяють кілька факторів, у тому числі широко поширена англійська , а також перебування острова у складі колоніальної імперії та наявність британських військових баз Акротірі та Декелія .
Світова економічна криза 2008—2009 років позначилася на зниженні кількості туристів, що підкреслило надмірну залежність туристичної індустрії Кіпру від британського ринку. У 2009 році робилися зусилля зі збільшення кількості прибулих з інших країн  .
Відповідно до сучасних геополітичних подій, громадяни Росії стали другим у списку за відвідуванням цієї країни; це почалося наприкінці 2000-х і з того часу їх число швидко зростає  .
Загальна кількість туристів на Кіпрі за сезон 2018 склала 3,93 млн осіб. Більшість відвідувачів, які прибули на короткостроковій основі, були з таких країн:
| Місце | Країна                            | 2016      | 2017        | 2018        |
| ----- | --------------------------------- | --------- | ----------- | ----------- |
| 1     | Велика Британія                   | 1,157,978 | ▲ 1,253,839 | ▲ 1,327,805 |
| 2     | Росія                             | 781,634   | ▲ 824,494   | ▼ 783,631   |
| 3     | Ізраїль                           | 148,739   | ▲ 261,966   | ▼ 232,561   |
| 4     | Німеччина                         | 124,030   | ▲ 188,826   | ▲ 189,200   |
| 5     | Греція                            | 160,254   | ▲ 169,712   | ▲ 186,370   |
| 6     | Швеція                            | 115,019   | ▲ 136,725   | ▲ 153,769   |
| 7     | Польща                            | 42,683    | ▲ 56,665    | ▲ 89,508    |
| 8     | Швейцарія (включаючи Ліхтенштейн) | 46,602    | ▲ 57,540    | ▲ 74,216    |
| 9     | Україна                           | 62,292    | ▼ 48,190    | ▲ 69,619    |
| 10    | Румунія                           | 28,741    | ▲ 49,304    | ▲ 66,969    |

## Кіпрська туристична організація (CTO)
Кіпрська туристична організація, зазвичай скорочується до CTO, і відома як KOT грецькою мовою, була напівурядовою організацією, яка займалася наглядом за практикою галузі та просуванням острова як туристичного напрямку за кордоном. У 2007 вона витратила 20 мільйонів євро на просування туризму.